# Já, Mudd
Já, Mudd (v anglickém originále I, Mudd) je osmý díl druhé řady seriálu Star Trek. Premiéra epizody v USA proběhla 3. listopadu 1967, v České republice 20. prosince 2002. V epizodě se znovu objevuje postava Harry Mudda, lstivého pašeráka, který vystupoval už v díle Muddovy ženy.

## Příběh
Hvězdného data 4523,3 je hvězdná loď USS Enterprise pod velením kapitána Jamese T. Kirka infikována špiónem, který postupně ovládá strojovnu a mění kurz lodi. Když dojde na můstek, objasňuje posádce, že je android, který má za úkol Enterprise dovést na místo, o kterém nechce nic sdělit. Po čtyřech dnech letu Enterprise doráží k cíli a Norman (android) se nechává s kapitánem Kirkem, poručíky Uhurou, Čechovem, prvním důstojníkem Spockem transportovat na povrch planety. Zde se výsadek opět setkává s Harry Muddem, z čehož kapitán nemá moc velkou radost.
Ještě horší je, že planetu ovládají stovky androidů pod vedením Mudda. Ten vysvětluje, kterak utekl svým trestům z předchozího příběhu a také, že androidi jej v podstatě na planetě drží násilím a tak jim slíbil, že přivede další lidi ke zkoumání. Mudd dále vysvětluje, že androidi chtějí sice sloužit a nabídnou vše, co si člověk může přát, ale beztak jde o vězení. Harry má také vlastní komoru s androidem své ženy, kde si vychutnává právo posledního slova po sérii nadávek, ale jinak planetu obývají stovky modelů Alenka a jeden Norman. Mudd nechává na planetu také transportovat zbytek posádky a Enterprise tak ovládají další androidé. Posádka navíc začíná pomalu navykat na vyplnění všech tužeb a přání. Když chce Mudd odletět a zanechat posádku na pospas androidům, dozvídá se, že jejich cílem není jeho odchod, ale chtějí ovládnout lidskou rasu tím, že jí budou sloužit a stane se na androidech závislá.
Mudd s ostatními tak dává dohromady plán, kterak androidy zmást. Postupně provádějí sérii nelogických věcí. Na dvě Alenky Kirk nechává hrát divadlo a následně je nechává provádět opačné příkazy, než vydává. Spock mezitím mate další dvojici Alenek tím, že jedné řekne, že jí miluje a druhé, že jí nesnáší. Když se všichni setkávají s Normanem, pokračují společně v divadelním představení. Pan Spock si hází s výbušninou a řada androidů nemůže pochopit, co to dělá, když má ruce prázdné. V samotném závěru Kirk upozorňuje, že Mudd vždy pouze jenom lže a Harry pronese „Poslouchej, Normane, teď ti lžu.“ Android nemohl pochopit, jak může o sobě tvrdit, že lže a přitom také lhát a vypnul se. Spock následně přeprogramuje jádro androidů a Kirk rozhoduje nechat Mudda zde s nimi a jejich novým programem pro úpravu planety. Muddovy se to samozřejmě nelíbí, ale při porovnání s vězením Federace se mu představa společnosti stovek krásných androidek líbí více.
Kirk mu ale situaci tolik neulehčí. Na planetě s ním nechá pět set modelů jeho ženy, které nelze vypnout hlasovým příkazem „Sklapni!“. Enterprise následně opouští orbitu planety.